# Морок опускається (Цілком таємно)

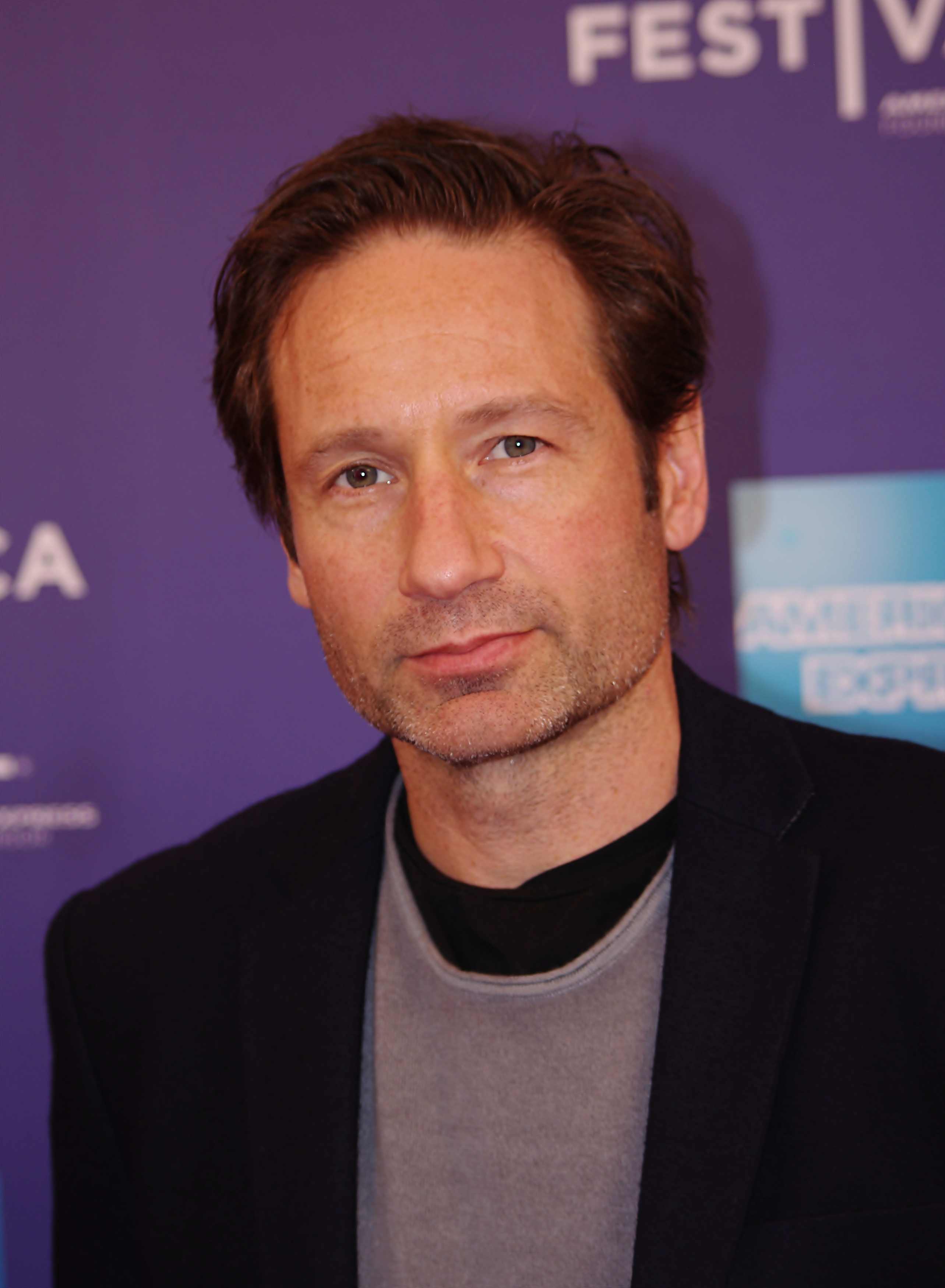

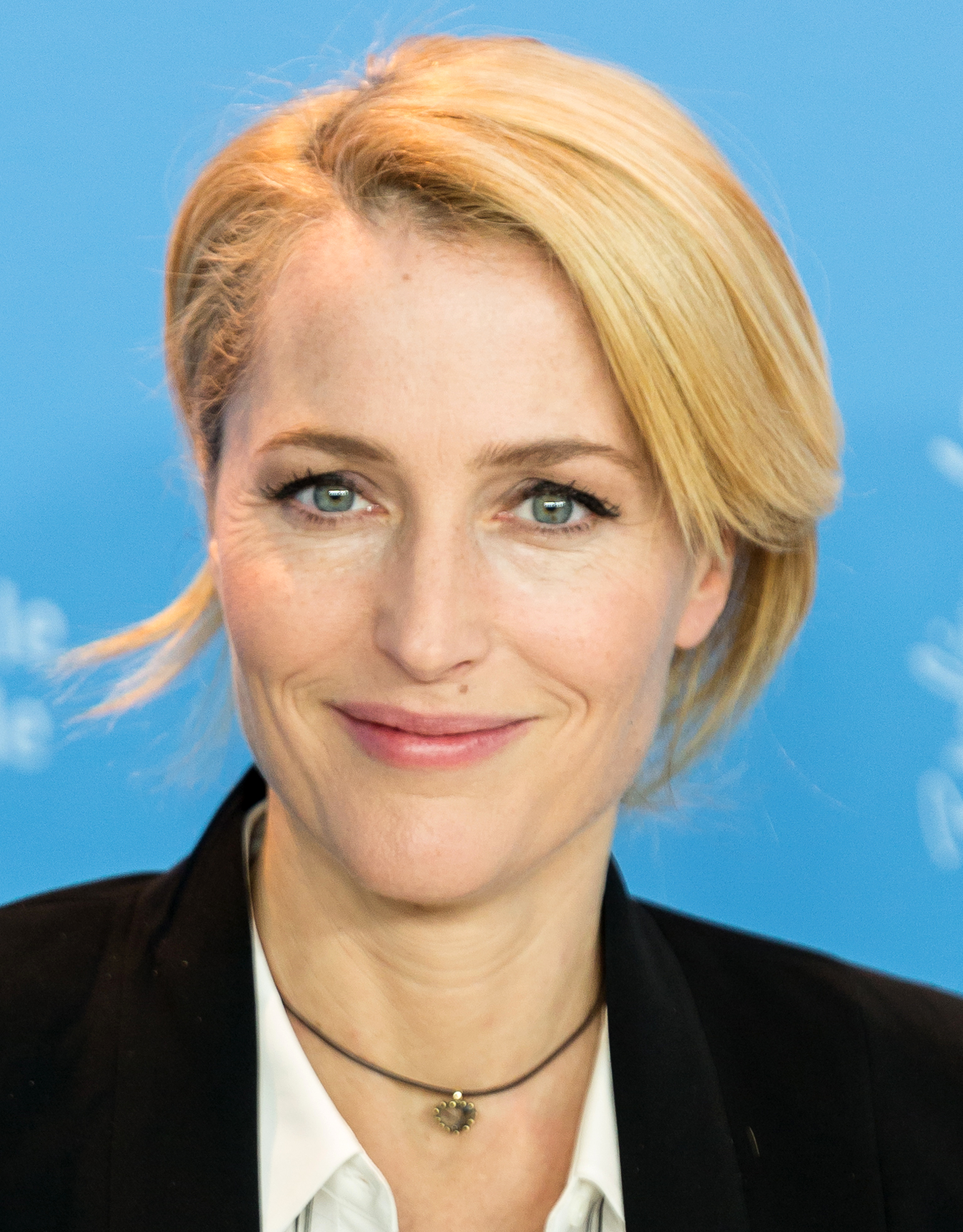

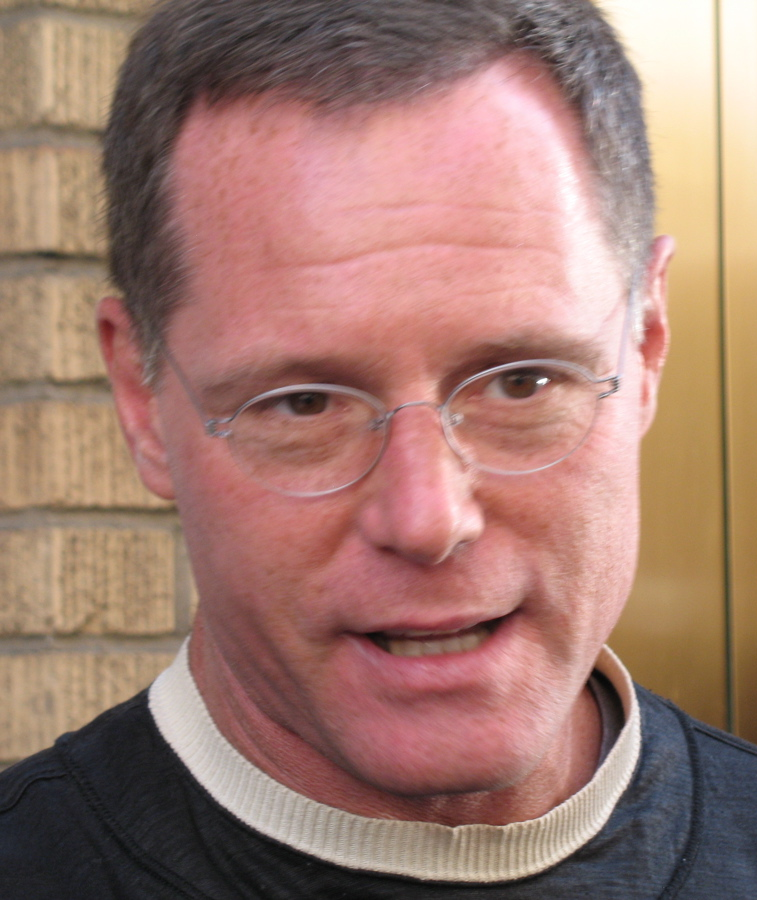

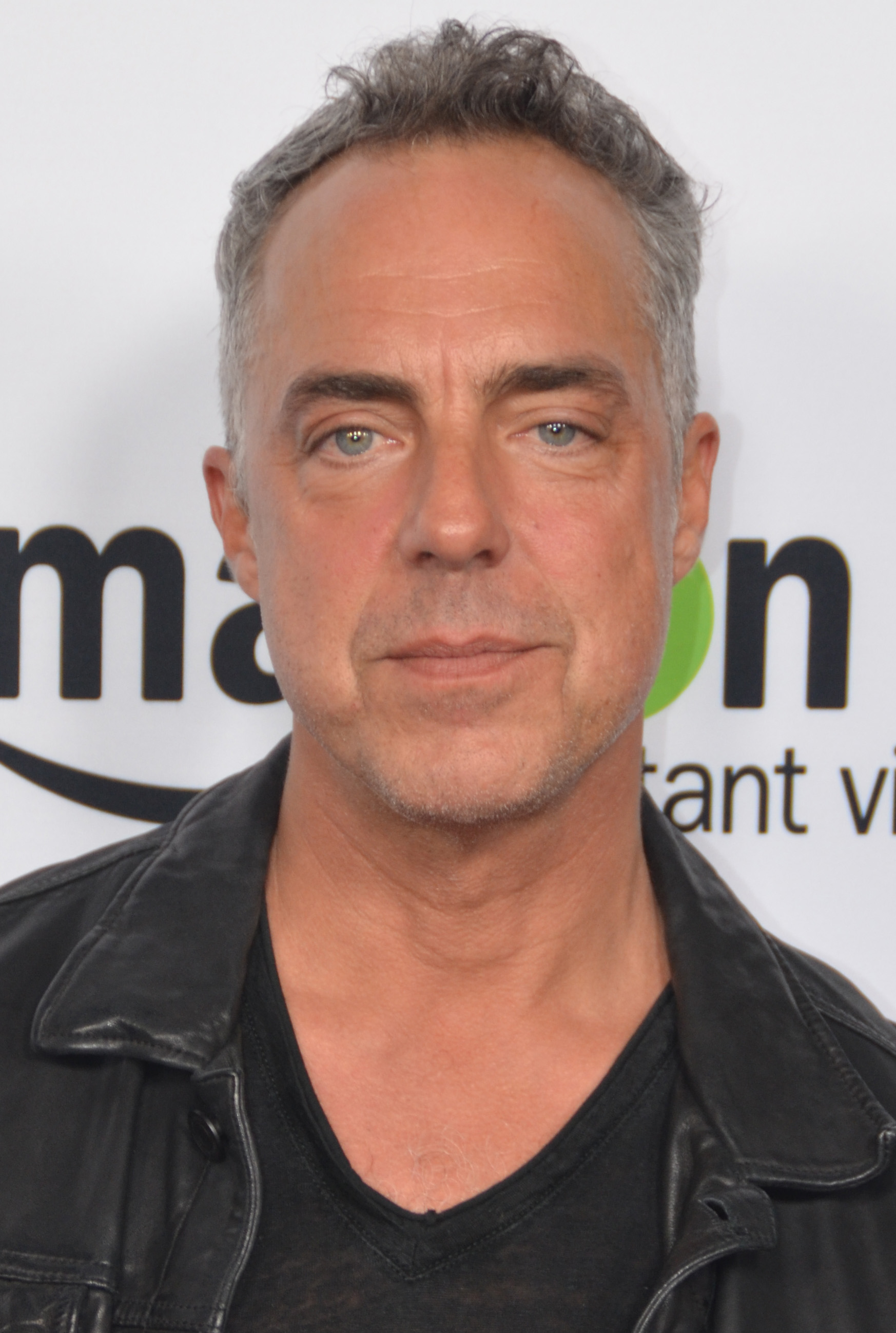

Морок опускається (Darkness Falls) — двадцята частина першого сезону серіалу «Цілком таємно» («Секретні матеріали»).

## Короткий зміст
В національному лісі Олімпік (штат Вашингтон) у сутінках кілька лісорубів біжить лісом, намагаючись врятуватися від якоїсь небезпеки. Врешті вони гинуть від нападу великого рою малих зелених комах, що світяться.
Згодом Малдер в штаб-квартирі ФБР показує Скаллі фото зниклих лісорубів та повідомляє, що 1934 року подібним чином також в тих місцях пропала група лісорубів. Агенти вирушають до лісу, де зустрічають інспектора Федеральної лісової служби Ларрі Мура та керівника служби безпеки лісовидобувної компанії Стіва Хамфріса. В часі поїздки лісом їх автомобіль наїздить на «часники», розставлені екотерористами, решту шляху змушено йдуть пішки. Прибувши на базу лісорубів, вони застають знищеними комунікаційні засоби й транспорт — колеса пробиті, в бензобаках цукор. При огляді лісу агенти знаходять труп, розміщений у великому коконі, що висить на дереві.
Хамфріс в часі ремонту одного з теплогенераторів затримує екотерориста Дага Спінні. Спінні повідомляє групі про наявність у лісі небезпечного рою комах — аби лишитися в живих, треба уникати темряви. Наступного ранку виявлено зрубані вікові дерева, у річних кільцях яких є незвичайні смуги зеленого кольору, що не піддаються поясненню. Малдер підозрює, що якісь живі організми перебували у сплячці протягом сторіч в деревах, поки їх спокій не був порушений, коли зрубали дерева. Хамфріс в це не вірить та вирушає до позашляховика Мура, щоб покинути місцину, однак гине в автівці з настанням темряви від нападу рою. Ті, що лишилися в таборі, підтримують освітлення вночі — Скаллі пояснює їм, що в річних кільцях дерев знаходяться комахи, які не переносять денне світло. Наступного ранку Спінні переконує Малдера, щоб йому виділили бензин — має намір вирушити до своїх колег, заправити джип та повернутися, щоби забрати їх. Скаллі та Мур перечать цьому — гурт лишається майже цілком без палива для генератора.
Перечекавши ніч при єдиній лампі освітлення та позбувшись майже всього палива, агенти й інспектор вирішують йти до позашляховика Мура із запасним колесом, там натрапляють на труп Хамфріса. Згодом на джипі приїздить Спінні та стверджує, що загинули всі його колеги. Група намагається вибратися з лісу на джипі, однак потрапляють в одну з пасток екотерористів. Спінні втікає у ліс де гине, комахи ж проникають в автомобіль через вентиляційну систему та нападають на людей. Залишки групи в коконах знаходить команда рятівників, вивозить та поміщає в карантин. Першим з групи до тями приходить Малдер; Скаллі ще сильно зневоднена й без тями. Один з учених Малдеру повідомляє в карантині про прийняття рішення щодо ліквідації цього виду комах — з допомогою пестицидів й контрольованих пожеж.

## Знімались
| Актор             | Роль         |
| ----------------- | ------------ |
| Девід Духовни     | Фокс Малдер  |
| Джилліан Андерсон | Дейна Скаллі |
| Тітус Веллівер    | Даг Спіннер  |
| Джейсон Бех       | Ларрі Мур    |

## Принагідно
- Darkness Falls
- Darkness Falls